# Tugana cudina
Tugana cudina är en spindelart som beskrevs av Alayón 1992. Tugana cudina ingår i släktet Tugana och familjen mörkerspindlar.
Artens utbredningsområde är Kuba. Inga underarter finns listade i Catalogue of Life.